# Zero Assoluto
Zero Assoluto es un dúo musical de pop italiano, formado por Thomas de Gasperi y Mateo Maffucci. 
Obtuvieron su mayor éxito en el verano del año 2005 con el sencillo "Semplicemente", que estuvo durante 30 semanas seguidas en las listas, y fue introducida en su segundo álbum. En el año 2009, el sencillo "Per dimenticare" de su tercer álbum "Sotto una pioggia di parole", fue utilizado como banda sonora de la película italiana "Scusa ma ti voglio sposare".

## Biografía
El grupo está compuesto por: Matteo Maffucci (n. Roma, 28 de mayo de 1978) y Thomas De Gasperi (n. Roma, 24 de junio de 1977).
Se conocieron en la escuela secundaria Giulio Cesare de Roma, en el año 1995.

## Carrera
Sus primeros pasos fueron en el año 1995, con la canción "In due per uno zero", que fue publicada en una recopilación de canciones raperas italianas (Nati per rappare vol. 2).
Su primer sencillo sale en 1999, con el título de "Último Capodanno", cantada con el cantante de rap, Chef Ragoo. En el disco, también estaba la canción "Mi casa es su casa", en cuyo videoclip participaron los jugadores de su equipo de fútbol "Associazione Sportiva Roma".
Después de la publicación de este disco, lanzaron otros dos sencillos, "Zeta A", y en el año 2001, "Come Voglio" (en el videoclip aparece Sarah Felberbaum). 
En el año 2002, comienzan a colaborar con los productores Danilo Pao y Enrico Sognato. Un año más tarde, publican otros dos sencillos: "Magari meno" y "Tu come stai".
En el año 2004, Thomas y Matteo debutan en la televisión, presentando "Terzo Piano, Interno B" en Hit Channel.
Poco a poco, comienzan a adquirir una cierta notoriedad, pasando a la emisora de la radio RTL 102.5, donde el público les hacían preguntas, y ellos contaban anécdotas y noticias.
En ese mismo año, sale su sencillo "Mezz'ora", anticipando su primer álbum "Scendi". En este álbum, acoge a los otros sencillos precedentes ("Magari meno" y "Tu come stai"), junto con otro nuevo "Minimalismi", que goza de un buen éxito respecto a los precedentes.

## El éxito

### 2005-2006
En el verano de 2005, conquistaron el doble disco de platino con "Semplicemente", excluida el mismo año en el Festival de San Remo, que volvió a clasificarse durante 30 semanas, consiguiendo el quinto puesto como máxima posición en las listas.
El gran éxito llega en el año siguiente, con su participación en el Festival de Sanremo con la canción "Svegliarsi la mattina", quedando en el segundo puesto.
El dúo ha actúado junto a Niccolò Fabi en el programa "La serata del venerdi" del viernes, consiguiendo ganar con la canción que presentaron en el Festival de San Remo, ganando tres discos de platino.
"Svegliarsi la mattina" permanece en n.º 1 de las listas por ocho semanas y se mantuvo en el top 25 hasta el 18 de agosto de 2006. Fue el sencillo más vendido del año en Italia.
Después del éxito de "Svegliarsi la mattina", publican el sencillo "Sei parte di me", que alcanza ser el n.º 1 en las listas varias semanas y consiguen dos discos de platino. Con esta canción, participan en el Festivalbar 2006, ganando el premio de la Revelación del año.
En otoño del mismo año, cantan con Nelly Furtado la canción "All good things (Come to an End)", publicada en el álbum "Loose" de la cantante.

### 2007
En el año 2007, vuelven a participar en el Festival de Sanremo, con la canción "Appena prima di partire". 
El 1 de marzo del mismo año, cantan la canción acompañados por Nelly Furtado. La canción no se clasificó en la final del concurso.
El 2 de marzo de 2007, sale el segundo álbum "Appena prima di partire", que contiene los sencillos de éxito: "Semplicemente", "Svegliarsi la mattina" y "Sei parte di me" y 8 inéditos más. 
El álbum, un mes después de su lanzamiento, consiguió el disco de platino, con 100.000 copias vendidas.
El 25 de mayo, sale el quinto sencillo del álbum, "Meglio così"
En ese mes, se inicia la mitad del Tour 2007 "Zero Assoluto Live", que tiene lugar en diferentes partes de Italia con más de 40 fechas.
El 8 de septiembre, realizan en la Piazza di Siena (Roma), un concierto para La noche en blanco.
Desde el 15 de octubre, conducen "Vale tutto", el primer programa de preguntas de la MTV.
El 16 de noviembre, sale el DVD "Zero Assoluto Extra", que contiene todos sus videoclips (excepto "Último capodanno" y "Come voglio"), backstage, escenas que no han sido utilizadas para los videoclips, imágenes, entrevistas, y el videoclip de "Appena prima di partire" con Nelly Furtado.
Tres canciones del disco Appena prima di partire: "Seduto qua", "Semplicemente" y "Quello che mi davi tu", son utilizadas en la banda sonora de la película "Scusa ma ti chiamo amore", versión del libro de romance de Federico Moccia. En la película, también aparece una escena grabada durante el tour de Zero Assoluto, celebrada el 29 de septiembre de 2007 en Caserta.

### 2008-2009
Desde enero de 2008, no conducen más el programa Suite 102.5 y cambian a otra emisora, R101. 
Mientras tanto, sale en Alemania y Francia, el sencillo "Win or Lose" (Appena prima di partire), que es la versión internacional cantada con Nelly Furtado de la canción propuesta al Festival de Sanremo 2007. 
El 16 de mayo de 2009, estuvieron en los TRL Awards, situado en la ciudad de Trieste.
El 22 de mayo, sale su tercer álbum, "Sotto una pioggia di parole"
El dúo decide embarcarse en otro tour de 45 conciertos, actúando en las principales ciudades italianas.
En el mes de octubre, sale el sencillo "Cos'e normale".
Cierran el año 2009, con un concierto de Año Nuevo en Roma, junto con el cantante y compositor Antonello Venditti.

### 2010-actualidad
En febrero de 2010, realizan la banda sonora de Scusa ma ti voglio sposare (Segunda parte de Scusa ma ti chiamo amore).
En ese mismo año, sale "Grazie", el tercer sencillo de "Sotto una pioggia di parole", que pronto llega al top de las listas.
El 31 de mayo de 2011, se publica su cuarto álbum, "Perdermi", precedido por el sencillo "Questa estate strana", en el cual introducen un nuevo género, el synth-pop.

## Discografía

### Álbumes
- 2004 - Scendi
- 2007 - Appena prima di partire
- 2009 - Sotto una pioggia di parole
- 2011 - Perdermi
- 2016 - Di me e di te

### Sencillos
- 1999 - Ultimo capodanno
- 1999 - Zeta A
- 2001 - Come voglio
- 2002 - Magari meno
- 2003 - Tu come stai
- 2004 - Mezz'ora
- 2004 - Minimalismi
- 2005 - Semplicemente
- 2006 - Svegliarsi la mattina
- 2006 - Sei parte di me
- 2006 - All Good Things (Come to an End) (feat. Nelly Furtado)
- 2007 - Appena prima di partire
- 2007 - Meglio così
- 2007 - Roma che non sorridi quasi mai
- 2008 - Win or Lose (Appena prima di partire) (feat. Nelly Furtado)
- 2009 - Per dimenticare
- 2009 - Non guardarmi cosi
- 2009 - Cos'è normale
- 2010 - Grazie
- 2011 - Questa estate strana
- 2011 - Perdermi
- 2011 - Se vuoi uccidimi
- 2014 - All'improvviso